# AL-Bank Cup 2009-10
AL-Bank Cup 2009-10 var 18. udgave af den danske pokalturnering i ishockey for mandlige klubhold og blev arrangeret af Danmarks Ishockey Union. Turneringens navn refererer til dens sponsor, Arbejdernes Landsbank.
Turneringen havde deltagelse af 14 hold og blev vundet af SønderjyskE, som i finalen i Vojens Skøjtehal besejrede Rungsted Cobras med 7-2.

## Resultater

### Kvalifikationsrunde
I kvalifikationsrunden deltog de fire bedst placerede hold fra 1. division 2008-09. De fire hold spillede alle-mod-alle om to pladser i 1. runde.
| Dato | Kamp                             | Res. | Perioder          |
| ---- | -------------------------------- | ---- | ----------------- |
| 4.9. | Amager Ishockey - Gladsaxe Bears | 8-7  | 3-1, 1-1, 2-4 2-1 |
| 4.9. | Gentofte Stars - IK Århus        | 7-3  | 2-1, 2-2, 3-0     |
| 5.9. | Amager Ishockey - IK Århus       | 5-4  | 1-0, 0-2, 4-2     |
| 5.9. | Gladsaxe Bears - Gentofte Stars  | 1-7  | 0-1, 1-2, 0-4     |
| 6.9. | IK Århus - Gladsaxe Bears        | 2-9  | 1-3, 0-4, 1-2     |
| 6.9. | Amager Ishockey - Gentofte Stars | 2-5  | 0-0, 0-2, 2-3     |

| Hold            | Kampe | Mål   | Point |
| --------------- | ----- | ----- | ----- |
| Gentofte Stars  | 3     | 19-60 | 9     |
| Amager Ishockey | 3     | 15-16 | 5     |
| Gladsaxe Bears  | 3     | 17-17 | 4     |
| IK Århus        | 3     | 09-21 | 0     |

### 1. runde
I første runde spillede de to hold, der gik videre fra kvalifikationsrunden, sammen med de seks hold, der endte som nr. 5-10 i AL Bank-Ligaen 2008-09, om fire pladser i kvartfinalerne. De otte hold blev parret i fire opgør, der blev afgjort i én kamp.
| Dato  | Kamp                                  | Res. | Perioder      |
| ----- | ------------------------------------- | ---- | ------------- |
| 5.9.  | AaB Ishockey - EfB Ishockey           | 5-1  | 1-0, 1-1, 3-0 |
| 9.9.  | Gentofte Stars - White Hawks          | 0-19 | 0-5, 0-5, 0-9 |
| 11.9. | Rungsted Cobras - Hvidovre Ligahockey | 5-4  | 0-2, 3-0, 2-2 |
| 11.9. | Amager Ishockey - Herlev Hornets      | 0-7  | 0-2, 0-2, 0-3 |

### Kvartfinaler
I kvartfinalerne spillede de fire vindere fra 1. runde sammen med de fire hold, der endte som nr. 1-4 i AL Bank-Ligaen 2008-09, om fire pladser i kvartfinalerne. De otte hold blev parret i fire opgør, der blev afgjort over to kampe (ude og hjemme).
| Dato                                  | Kamp                              | Res. | Perioder          |
| ------------------------------------- | --------------------------------- | ---- | ----------------- |
| 17.9.                                 | Odense Bulldogs - Rungsted Cobras | 2-2  | 1-1, 0-1, 1-0     |
| 22.9.                                 | Rungsted Cobras - Odense Bulldogs | 3-2  | 0-1, 0-0, 2-1 1-0 |
| Rungsted Cobras vinder samlet med 5-4 |                                   |      |                   |

| Dato                              | Kamp                           | Res. | Perioder      |
| --------------------------------- | ------------------------------ | ---- | ------------- |
| 18.9.                             | Herning Blue Fox - White Hawks | 0-2  | 0-1, 0-1, 0-0 |
| 20.9.                             | White Hawks - Herning Blue Fox | 3-3  | 1-1, 1-2, 1-0 |
| White Hawks vinder samlet med 5-3 |                                |      |               |

| Dato                              | Kamp                       | Res. | Perioder      |
| --------------------------------- | -------------------------- | ---- | ------------- |
| 18.9.                             | SønderjyskE - AaB Ishockey | 5-2  | 4-0, 0-2, 1-0 |
| 20.9.                             | AaB Ishockey - SønderjyskE | 3-3  | 0-2, 2-0, 1-1 |
| SønderjyskE vinder samlet med 8-5 |                            |      |               |

| Dato                                        | Kamp                                  | Res. | Perioder      |
| ------------------------------------------- | ------------------------------------- | ---- | ------------- |
| 18.9.                                       | Herlev Hornets - Rødovre Mighty Bulls | 3-3  | 2-1, 0-2, 1-0 |
| 22.9.                                       | Rødovre Mighty Bulls - Herlev Hornets | 7-1  | 4-0, 1-1, 2-0 |
| Rødovre Mighty Bulls vinder samlet med 10-4 |                                       |      |               |

### Semifinaler
De fire kvartfinalevindere blev parret i to semifinaleopgør, der begge blev afgjort over én kamp.
| Dato   | Kamp                               | Res. | Perioder          |
| ------ | ---------------------------------- | ---- | ----------------- |
| 6.12.  | Rungsted Cobras - White Hawks      | 7-1  | 1-0, 4-0, 2-1     |
| 13.12. | Rødovre Mighty Bulls - SønderjyskE | 2-3  | 1-1, 0-1, 1-0 0-1 |

### Finale
Finalen blev spillet i Vojens Skøjtehal.
| Dato  | Kamp                          | Res. | Perioder      |
| ----- | ----------------------------- | ---- | ------------- |
| 16.1. | SønderjyskE - Rungsted Cobras | 7-2  | 3-0, 3-1, 1-1 |